# Michael Soyza
Christopher Michael Soyza (* 2. April 1989 in Kuala Lumpur) ist ein professioneller malaysischer Pokerspieler.
Soyza hat sich mit Poker bei Live-Turnieren mehr als 15 Millionen US-Dollar erspielt und ist damit der dritterfolgreichste malaysische Pokerspieler. Er gewann bei der Asia Pacific Poker Tour 2018 das Main Event und 2019 das Super High Roller sowie 2019 und 2023 jeweils ein Turnier der Triton Poker Series.

## Persönliches
Soyza ist mit der malaysischen Pokerspielerin Natalie Teh liiert. Er lebt in Kuala Lumpur.

## Pokerkarriere

### Werdegang
Soyza spielt auf der Onlinepoker-Plattform PokerStars unter dem Nickname Soyza. Seine erste Geldplatzierung bei einem Live-Turnier erzielte er im Februar 2011 in Macau. Der Malaysier hatte seinen ersten größeren Erfolg im Januar 2015 bei der Aussie Millions Poker Championship in Melbourne. Dort setzte er sich bei einem Side-Event gegen 604 andere Spieler durch und sicherte sich eine Siegprämie von mehr als 135.000 Australischen Dollar. Im Jahr darauf gewann er dasselbe Turnier erneut, bei dem das Preisgeld nun knapp 150.000 Australische Dollar betrug. Im Mai 2017 belegte Soyza beim Main Event des Poker King Cup in Macau den zweiten Platz, für den er aufgrund eines Deals umgerechnet knapp 150.000 US-Dollar erhielt. Mitte Juli 2017 war er erstmals bei der World Series of Poker im Rio All-Suite Hotel and Casino am Las Vegas Strip erfolgreich und kam beim Little One for One Drop, einem Turnier der Variante No Limit Hold’em, in die Geldränge. Im September 2017 gewann der Malaysier das High Roller des Macau Poker Cup mit einer Siegprämie von umgerechnet rund 260.000 US-Dollar. Mitte April 2018 setzte er sich auch beim Main Event der Asia Pacific Poker Tour im südkoreanischen Incheon durch und erhielt den Hauptpreis von umgerechnet knapp 150.000 US-Dollar. Im Juni 2018 gewann Soyza ein Turnier der DeepStack Championship Poker Series im Venetian Resort Hotel am Las Vegas Strip und sicherte sich eine Siegprämie von knapp 600.000 US-Dollar. Ende August 2018 spielte er bei der European Poker Tour in Barcelona. Dort erreichte er insgesamt sechs Geldplatzierungen und erhielt, insbesondere aufgrund eines Turniersieges, Preisgelder von rund 380.000 Euro. Ende Oktober 2018 wurde der Malaysier bei einem von Leon Tsoukernik während der World Series of Poker Europe im King’s Resort in Rozvadov initiierten High-Roller-Event Dritter und sicherte sich über 520.000 Euro. Anfang Dezember 2018 cashte Soyza bei zwei Events des Jeju Red Dragon in Jeju-do und erhielt dadurch Preisgelder von umgerechnet mehr als 500.000 US-Dollar. Anfang März 2019 gewann er an gleicher Stelle ein Turnier der Triton Poker Series und sicherte sich umgerechnet mehr als 1,4 Millionen US-Dollar. Im August 2019 belegte der Malaysier beim Main Event der Triton Series in London den mit umgerechnet mehr als 1,3 Millionen US-Dollar dotierten vierten Platz. Bei der partypoker Live Millions Super High Roller Series in Sotschi erzielte er Mitte März 2020 zwei Geldplatzierungen und erhielt Preisgelder von rund 860.000 US-Dollar. Im September 2022 durchbrach Soyza mit einer Geldplatzierung bei der Triton Series im nordzyprischen Kyrenia die Marke von 10 Millionen US-Dollar an kumulierten Turnierpreisgeldern. Im März 2023 wurde er beim Main Event der Turnierserie in Hội An Zweiter und sicherte sich seine bislang höchste Auszahlung von rund 2,2 Millionen US-Dollar. Mitte Mai 2023 gewann der Malaysier ein Turnier der Triton Series in Kyrenia und erhielt den Hauptpreis von mehr als 1,7 Millionen US-Dollar.

### Preisgeldübersicht
Mit erspielten Preisgeldern von über 15 Millionen US-Dollar ist Soyza nach Paul Phua und Richard Yong der dritterfolgreichste malaysische Pokerspieler.
| Jahr      | Preisgeld (in $) | Turniersiege |
| --------- | ---------------- | ------------ |
| 2011      | 4.760            | 0            |
| 2012      | 13.749           | 2            |
| 2013–2014 | 0                | 0            |
| 2015      | 111.520          | 1            |
| 2016      | 132.466          | 1            |
| 2017      | 653.383          | 2            |
| 2018      | 2.651.340        | 6            |
| 2019      | 3.651.132        | 2            |
| 2020      | 1.158.365        | 0            |
| 2021      | 0                | 0            |
| 2022      | 1.779.472        | 1            |
| 2023      | 5.025.016        | 1            |
| gesamt    | 15.181.203       | 16           |